# Лок, Эрик
Эрик Лок (англ. Eric Lock; 19 апреля 1919, Шрусбери — 3 августа 1941, в небе над Ла-Маншем) — британский ас Второй мировой войны. Пилот Королевских ВВС, летчик-истребитель.
Начал летать в подростковом возрасте. Лок начал обучение в школе ВВС в 1939 году и закончил её в 1940 году. Его направили в 41-ю истребительную эскадрилью. В составе этого подразделения принимал участие в битве за Британию. Лок стал самым успешным пилотом среди лётчиков Великобритании во время этого этапа войны. Он сбил лично 21 немецкий самолет и ещё несколько в составе группы пилотов.
После битвы за Британию Лок совершал регулярные полёты над оккупированной Францией. В итоге он довел общее количество побед до 26. Из этого числа 20 сбитых немецких самолётов были истребителями. Из них 18 — скоростные Messerschmitt Bf.109. Все его успехи оказались достигнуты всего лишь за один год службы. Причём за это время он провёл в госпитале около шести месяцев. В середине 1941 года ему присвоили звание лейтенанта.
Лок получил прозвище «Обрубок Локки» из-за своего чрезвычайно низкого роста. Он летал на истребителе Supermarine Spitfire.
3 августа 1941 года он совершал очередной полёт над Ла-Маншем и не вернулся. Его объявили пропавшим без вести. Ни его тело, ни самолёт так и не были обнаружены.

## Биография

### Детство и юность
Эрик Стэнли Лок родился в 1919 году в семье фермеров в сельской местности около Шрусбери. Он обучался в государственной Престфельдской школе. На день рождения в 14 лет отец подарил мальчику 15-минутный полёт. Этот аттракцион стоил пять шиллингов в Воздушном цирке сэра Алана Кобхэма. Правда, первый полёт не произвёл на подростка особого впечатления. В 16 лет Эрик бросил школу и присоединился к бизнесу отца.

### Начало службы
В 1939 году Эрик Лок сказал отцу, что если будет война, то он хочет стать лётчиком-истребителем. Отец одобрил это решение и юноша вступил в добровольческий резерв Королевских ВВС. Через три месяца Лок был официально призван призван в армию и начал лётную подготовку. К началом боевых действий в сентябре 1939 года он уже закончил первоначальное обучение и получил звание сержанта. После второго этапа учёбы в авиационной школе RAF Little Rissington, он оказался в составе 41-й истребительной эскадрильи в качестве боевого пилота (личный номер 81642). Его часть базировалась на аэродроме Каттерик в графстве Норт-Йоркшир. Лок начал летать на истребителе Supermarine Spitfire.
В конце мая 1941 года Лок полностью завершил курс обучения. Ему официально присвоили квалификацию пилота-истребителя. Службу он продолжил в составе 41-й эскадрильи. Лок провёл несколько недель в резерве. В июле 1940 года он взял двухнедельный отпуск, чтобы жениться на давней знакомой по имени Пегги Мейерс, бывшей «мисс Шрусбери». Затем Лок вернулся в своё подразделение и вскоре начал боевое патрулирование над территорией Северной Англией. Он должен был защищать британское воздушное пространство от возможных налётов немецкой авиации из состава 5-й воздушного флота, который базировался в Норвегии. Вскоре Локу наскучило патрулирование на севере Англии, поскольку налёты немцев из Норвегии были редки. Но вскоре всё изменилось.

### Битва за Британию
Битва за Британию началась в июле 1940 года, когда самолёты люфтваффе начали охоту за британскими грузовыми корабли в проливе Ла-Манш, а также стали проводить бомбардировку юго-восточного побережья Англии. В августе аэродромы истребительной авиации Королевских ВВС подверглись мощным атакам с воздуха. Постепенно сражения в воздухе становились всё более масштабными. Но 41-я эскадрилья, долго базировавшаяся на севере, в первые четыре недели немецкого воздушного наступления не принимала активного участия в боевых действиях.
Полноценное боевой крещение для Лока наступило 15 августа 1940 года. Эта дата в Великобритании известна как «Самый трудный день» из-за мощных немецких налётов и напряжённых воздушных боёв. В этот день самолёты Люфтваффе попытались организовать бомбардировки в том числе и в Северной Англии. Гитлеровское командование из-за ошибочных данных своей разведки было уверено, что там нет сильной системы ПВО. Но именно здесь немецкая авиация понесла значительные потери. 15 августа свою первую победу одержал и Лок. Поднявшись на высоту 6100 метров к северу от Каттерик он заметил строй вражеских самолётов, состоявший из истребителей Messerschmitt Bf.110 и пикирующих бомбардировщиков Junkers Ju 88. Эскадрилья Лока имела приказ атаковать противника, не ломая собственный строй. В первой атаке Лок следовал за лидером своего отделения. А во второй ему самому представилась возможность обстрелять немецкий истребитель. После двух точных очередей правый двигатель гитлеровского самолёта загорелся. Лок продолжил преследовать истребитель противника и, продолжая вести огонь, сумел поджечь и левый двигатель «Мессершмитта». Лок прекратил преследование и не видел последствий своей атаки. Но ещё один британский лётчик заметил, как немецкий истребитель упал и подтвердил позднее победу Эрика. А сам Лок в тот же день атаковал ещё одну группу из бомбардировщиков «Юнкерс» и смог один из них подбить.
3 сентября 1940 года 41-я эскадрилья была передислоцирована на военный аэродром Хорнчёрч в графстве Эссекс. 5 сентября Лок совершал очередной полёт в составе эскадрильи, имея приказ только прикрывать командира группы. Тем не менее во время воздушного боя он сбил два немецких бомбардировщика Heinkel He 111 над устьем Темзы. Одина из этих самолётов упал в Темзу, а другой — на поле. Причём немецкие лётчики остались живы и были захвачены в плен. Лок наблюдал за падением вражеских машин и значительно снизился. Это оказалось ошибкой. Вскоре он сам был атакован гитлеровскими истребителями. В итоге «Спитфайер» Лока получил несколько пулевых пробоин, а он сам был ранен в ногу. Правда, умело маневрируя, Лок сумел уйти из под атаки. В тот же день он сумел сбить ещё один истребитель люфтваффе.
На следующий день, несмотря на рану и вопреки советам врачей, Лок снова поднялся в небо. В этот день он довёл число своих побед до семи. 9 сентября Эрик доложил после полёта, что уничтожил два «мессершмитта» над Кентом. А 11 сентября он поджёг ещё один «мессершмитт», а также один «юнкерс». Таким образом он одержал восемь побед менее чем за семь дней (а всего на его счету было девять побед). За это достижение Эрик Лок был награждён крестом «За выдающиеся лётные заслуги». Правда, приказ о награждении опубликовали только 1 октября 1940 года.
Лок продолжал регулярно сбивать вражеские самолеты. 14 сентября он записал на свой счёт ещё две победы над истребителями «мессершмитт». А на следующий день британский пилот уничтожил бомбардировщик Dornier Do 17 и ещё один немецкий истребитель над портом Клактон-он-Си. Таким образом 15 сентября, в тот знаменитый день, когда в небе Англии сражались рекордные 1500 самолётов, Лок также оказался на высоте. Затем последовали два дня отдыха. А 18 сентября он в отчёте после полёта написал, что сбил ещё один немецкий истребитель. Совсем скоро в небе над Грейвзендом ему удалось подбить ещё два «мессершмитта».
20 сентября Лок написал рапорт, что имел бой сразу с тремя истребителями Heinkel He 100. Один был сбит, а другие улетели в сторону Франции. Правда, согласно немецким данным, самолёты этого типа не принимали участие в боевых действиях. Кроме того, в тот же день во время полёта Эрик заметил немецкий самолёт-разведчик Henschel Hs 126. Лок преследовал эту машину над Ла-Маншем и смог сбить её над немецкими артиллерийскими батареями в районе Булонь-сюр-Мер. После возвращения на родной аэродром асу объявили, что он награждён почётной лентой к прежней медали. Так были отмечены его 15 побед за 16 дней.
В начале октября 1940 года пилотов 41-й эскадрильи перевели в режим менее интенсивных полётов. Таким образом лётчикам давали возможность отдохнуть в течение четырёх недель после периода активных боевых вылетов. Но уже 5 октября Лок одержал новую победу. И снова над истребителем. А 9 октября он сбил очередной «мессершмитт» в 10 милях от Дувра. Затем ему удалось поджечь немецкий истребитель у берегов Дандженесса 11 октября, а затем 20 октября 1940 года над Биггин Хилл. Эти победы увеличили его счёт до 20. На жаргоне лётчиков Лока стали именовать «четверным тузом». 25 октября он смог сбить ещё один немецкий истребитель.
Битва за Британию закончилась 31 октября 1940 года, когда из-за огромных потерь Гитлер отказался от идеи захватить господство в воздухе над Англией. Лок в этой битве уничтожил 21 самолёт противника. Таким образом он стал самым успешным асом в войсках союзников (правда, после поражения Франции с Германией воевала только Великобритания, так как США придерживались до конца 1941 года нейтралитета, а советская Москва была фактическим союзником Берлина после заключения секретных протоколов Договор о ненападении между Германией и Советским Союзом).

### Продолжение войны
8 ноября 1940 года «Спитфайр» Лока был сильно поврежден во время воздушного боя с несколькими немецкими истребителями над Бичи-Хед в Восточном Суссексе. Из-за проблем с двигателем пришлось совершить аварийную посадку на вспаханном поле. Но Эрик выжил.
17 ноября 1940 года 41-я эскадрилья атаковала группу из 70 немецких истребителей, которые должны были прикрывать свои бомбардировщики во время налёта на Лондон. Лок сбил один вражеский самолёт и повредил другой, но и его «Спитфайр» получил прямое попадание. В результате Эрик оказался серьёзно ранен в правую руку и обе ноги. Оторвавшись от преследования, Лок начал снижаться. Однако из-за ранения и повреждений своей машины он не имел возможности маневрировать и осуществить посадку на базовый аэродром. Более того, ему даже не хватало сил, чтобы выпрыгнуть с парашютом. Тогда Лок выключил двигатели и смог на бреющем полёте совершить экстренную посадку в поле около военного аэропорта Марртльсхэм Хит в графстве Суффолк.
Эрик, истекая кровью, пролежал в самолёте около двух часов, прежде чем его обнаружили два солдата из патруля британской армии. Они смогли уложить пилота на импровизированные носилки, которые смастерили из их своих винтовок и зимних курток, и пронесли две мили до ближайшего военной поста. Лок потерял много крови, находился без сознания и уже был на грани смерти. Однако врачи смогли вернуть его к жизни. После того, как Эрик пошёл на правку, 17 декабря 1940 года ему вручили орден «За выдающиеся заслуги».
В течение следующих трёх месяцев пилоту сделали пятнадцать отдельных операций по удалению осколков (шрапнели и других металлических фрагментов) из ран. Затем ещё три месяца он оставался в госпитале до полного выздоровления. Лишь один раз Эрик покидал палату. Это было в тот день, когда его пригласили в Лондон. Лок на костылях и в парадной форме вошёл в Букингемский дворец, где король Георг VI вручил ему знаки доблести.

### Возвращение на фронт и гибель
Во время лечения Лок подружился с Ричардом Хиллари, ещё одним асом и героем Битвы за Британию. Тот также проходил курс лечения в госпитале после ранения. Обоих пилотов прооперировал пионер в области пластической хирургии Арчибальд МакИндо. Находясь там, Хиллари написал свои мемуары «Последний враг». Он вспомнил, что Лок был «шумным» и любил пошутить. В частности, Эрик «сердился», что медсёстры постоянно носили маски и перчатки, а значит, невозможно было разглядеть, кто из них наиболее миловидная и почувствовать приятное прикосновение женских рук. Сам Хиллари погиб в авиакатастрофе 8 января 1943 года.
В июне 1941 года Лок получил уведомление о том, что он повышен в звании до лейтенанта. Ему разрешили продолжить службу в 41-й эскадрилье. Однако всего четыре недели спустя его перевели в 611-ю эскадрилью, теперь уже в должности командира звена.
В июле 1941 года он одержал очередные три победы. Ему удалось уничтожить три немецких истребителя в небе над Францией: 6 июля в 15:00, 8 июля в 06:30 и 14 июля в 11:00.
3 августа 1941 года Лок возвращался на базовый аэродром после вылета во Францию. В районе Па-де-Кале он заметил колонну немецких войск и техники. Дав сигнал об атаке своему ведомому, Лок направил самолёт вниз. После этого его никто не видел. Считается, что машина Эрика была сбита зенитным огнём. Вероятно, он упал в море. Потому что ни его тело, ни фрагменты его истребителя Spitfire Mk V, W3257, так и не были найдены. При этом в первые годы после завершения войны проводились тщательные поиски в районе его последнего боя.
Лок оказался первым из четырёх самых успешных асов Королевских ВВС начального периода Второй мировой войны. Кроме него, особо отличились Дуглас Бадер (был сбит по ошибке своими и оказался в немецком плену 9 августа 1941 года); Роберт Стэнфорд Так (его самолёт был сбит зенитным огнём около Булонь-сюр-Мер 28 января 1942 года, и пилот попал в плен); Пэдди Финукейн (в июле 1942 года погиб в аналогичных обстоятельствах, что и Лок).
Писатель Дилип Сакар высказал предположение, что самолёт Эрика Лока оказался сбит немецким асом Йоханном Шмидом из эскадрильи Jagdgeschwader 26. Во всяком случае об этом говорил сам Шмид. Но надёжных подтверждений этому не имеется. Формально Лок был объявлен пропавшим без вести.

## Память

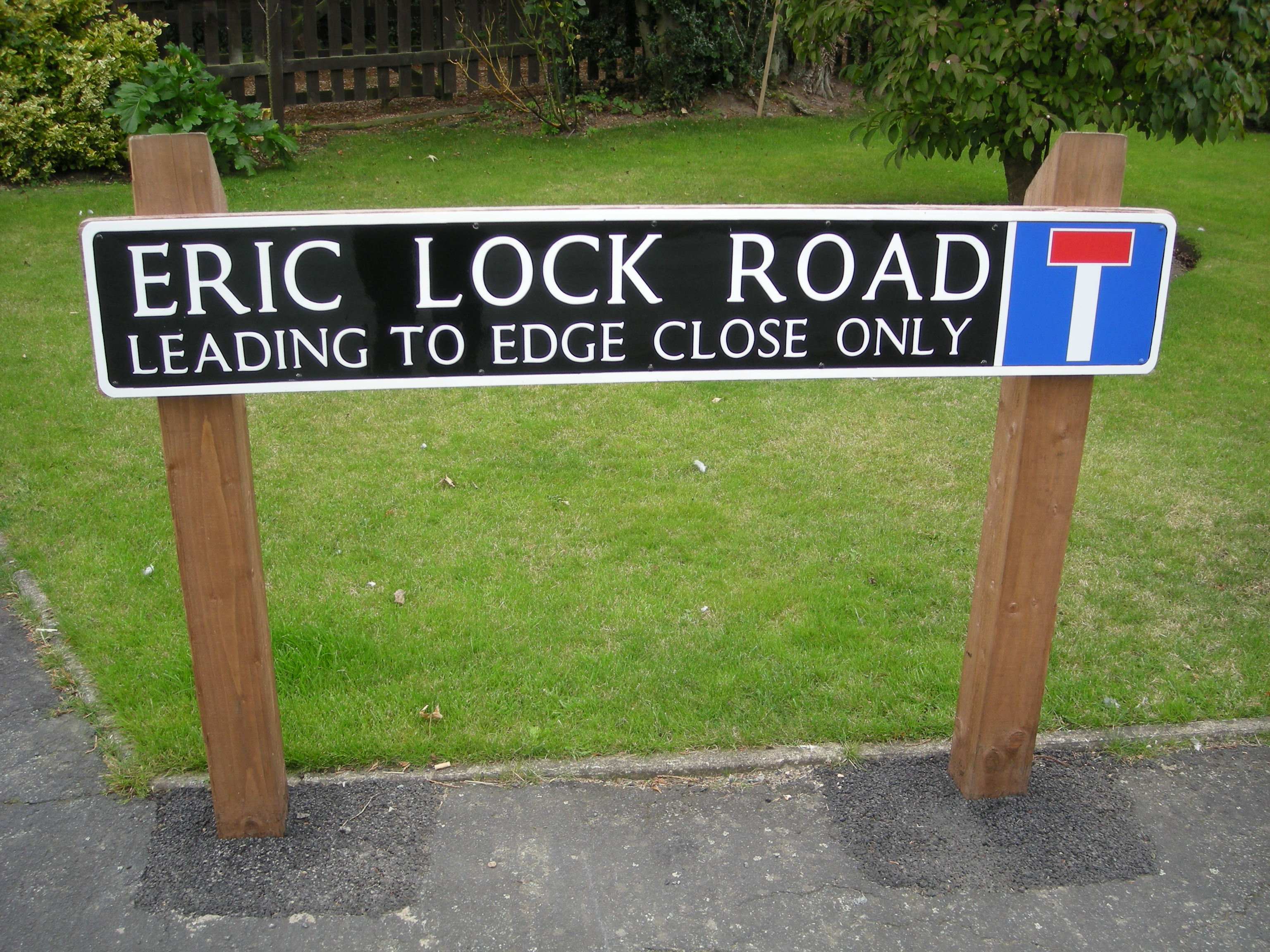
Знак улицы, названной именем Эрика Лока

Имя Лока высечено на мемориальном памятнике вместе с фамилиями 20 400 других солдат и офицеров Великобритании и Содружества, пропавшими без вести во время Второй мировой войны. В честь него была названа улица в местечке Бейстон-Хилл, там, где раньше находился дом его семьи. Также его имя носит бар для членов аэроклуба клуба в Шропшире.
В Мемориальном зале Бейстон-Хилл есть памятник Эрику Локу.

## Список побед
На счету Лока 26 воздушных личных побед и восемь побед в составе группы. 
Всего он уничтожил:
- 17 истребителей Messerschmitt Bf.109
- 1 истребитель Heinkel He 100
- 1 самолёт-разведчик Henschel Hs 126
- 2 истребителя Messerschmitt Bf.110
- 2 бомбардировщика Heinkel He 111
- 2 бомбардировщика Junkers Ju 88
- 1 бомбардировщика Dornier Do 17